# Arli Chontei
Arli Chontei (en kazajo: Арли Чонтей; Naryn, Kirguistán, 1 de julio de 1992) es un deportista kazajo que compite en halterofilia.
Ganó dos medallas en el Campeonato Mundial de Halterofilia, oro en 2021 y plata en 2018. Participó en los Juegos Olímpicos de Río de Janeiro 2016, ocupando el cuarto lugar en la categoría de 56 kg.

## Palmarés internacional
| Campeonato Mundial | Campeonato Mundial     | Campeonato Mundial | Campeonato Mundial |
| Año                | Lugar                  | Medalla            | Categoría          |
| ------------------ | ---------------------- | ------------------ | ------------------ |
| 2018               | Asjabad (Turkmenistán) | Medalla de plata   | 55 kg              |
| 2021               | Taskent (Uzbekistán)   | Medalla de oro     | 55 kg              |